# Salvador (Brasil)
Salvador (nom històric complet en portuguès, São Salvador da Bahia de Todos os Santos) és una ciutat de la costa nord-est del Brasil i capital de l'estat de Bahia. Durant molt temps fou denominada amb el mateix nom de l'estat.
Es troba a una península de la costa de l'oceà Atlàntic al costat de la Badia de Todos os Santos. És el port exportador de major volum i el centre de la regió metropolitana del Recôncavo Baiano. La seva població, segons el cens federal de 2022, era de 2,4 milions d'habitants, el que la converteix en la 5a ciutat més gran del Brasil.
La ciutat està divida en la Cidade Baixa i la Cidade Alta unides per l'elevador Lacerda. En destaca l'àrea del Pelourinho, situat a la Cidade Alta.
Culturalment cal anomenar el seu Carnaval.

## Història
Fundada el 1549 per Tomé de Sousa. Ràpidament es convertí en el més important port brasiler i en la primera capital de la colònia, centre de la indústria del sucre i del comerç d'esclaus. Bisbat des del 1552, la seva catedral es completà el 1572. El 1583, tenia uns 1.600 habitants.
Salvador fou la capital del virregnat del Grão-Pará i de la província de Badia de Todos os Santos. Els holandesos van saquejar la ciutat en maig del 1624 i la van conservar fins a l'abril de l'any següent.
Salvador fou la capital del Brasil fins al 1763, quan fou substituïda per Rio de Janeiro. La ciutat es convertí en la base del moviment independentista, essent atacada per tropes portugueses el 1812.
El 1948 ja tenia 340.000 habitants, essent la quarta ciutat del país. El 1991, assoleix els dos milions.
Els anys 1990, es restaurà el vell centre de la ciutat, el Pelourinho.

## Patrimoni de la Humanitat
Article principal Pelourinho
El Pelourinho és el centre històric de la ciutat situat a la Cidade Alta. És Patrimoni Mundial de la Humanitat, declarat per la UNESCO l'any 1985.

## Clima
Salvador té un clima tropical càlid, amb pluges a l'hivern i a l'estiu. Les temperatures mínimes a l'hivern poden descendir al voltant de 20 °C, i les màximes a l'estiu ronden els 36 °C. La brisa, provinent de l'oceà Atlàntic, manté una temperatura agradable fins i tot en els dies més calents d'estiu. La zona de la ciutat contigua a la costa reben forts vents que arriben des del mar.

## Demografia

### Ètnies
Salvador és el centre de la cultura afro-brasilera. La major part de la població és negra o mulata. Segons dades divulgades pel PNAD de 2005 per a la regió metropolitana de Salvador, 54,9% de la població és mulata, 26% negra, 18,3% blanca i 0,7% groga o indígena. Salvador és la ciutat amb el major nombre de descendents d'africans en el món, seguida per Nova York, majoritariamente d'origen iorubá, vinguts de Nigèria, Togo, Benín i Ghana.

### Religió
Salvador de Bahia, en termes de religió, és coneguda per haver-hi 365 esglésies catòliques, una per a cada dia de l'any[5],el catolicisme conviu al costat del candomblé. El nombre d'evangelics ve creixent cada any, ja són el 15% de la població. Hi ha quantitats significants d'espiritistes. És la seu de l'Arxidiòsesi de Sant Salvador de la Bahia.
| Religió       | Percentatge | Nº de persones |
| ------------- | ----------- | -------------- |
| Catòlics      | 58,74%      | 1.479.101      |
| Sense religió | 18,14%      | 443.236        |
| Protestants   | 15,13%      | 324.785        |
| Espiritistes  | 2,53%       | 61.833         |

## Cultura

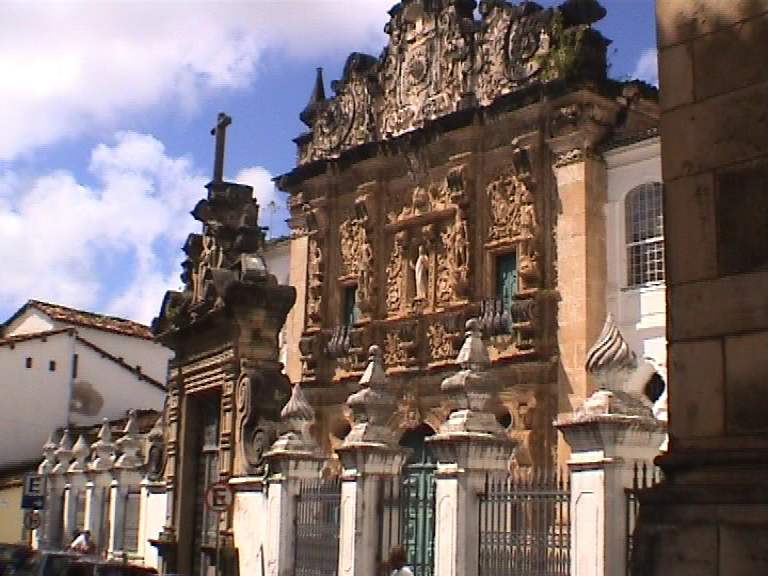
Barroc al Pelourinho

La cultura Bahiana té una influència de les cultures europees i africanes que colonitzaren l'estat de Bahia.
La cultura desenvolupada a Salvador, la primera ciutat del Brasil, i al Recôncavo de la Bahia, va exercir una influència decisiva en altres regions del país, i en la mateixa imatge que hi ha del Brasil a l'exterior. Des del segle xvii s'observa a l'estat una dualitat religiosa, d'un costat, la religió catòlica (d'origen europeu);i de l'altre, el candomblé (d'origen africà).
L'arribada dels africans vinguts del Golf de Benim i del Sudan, al segle xviii, va ser decisiva per a desenvolupar la cultura de la Bahia com un tot. Segons Nina Rodrigues, això és el que diferencia la cultura bahiana de la cultura trobada en els altres estats brasilers. En aquests, els africans que van venir eren, predominantment, els negres bantos d'Angola.

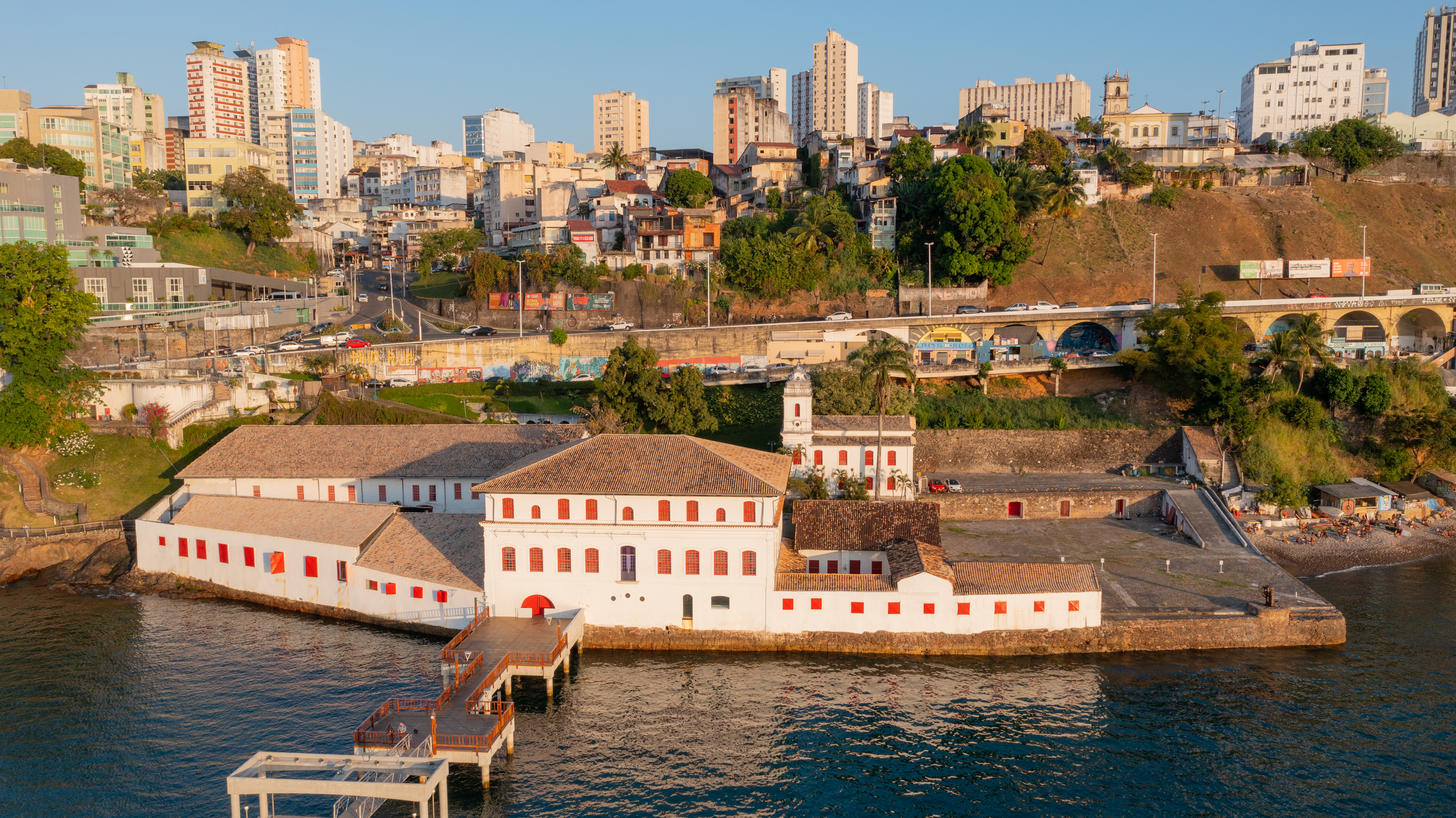
Museu d'Art Modern de Bahia - Solar do Unhão

Els negres iorubanos i nagôs van establir una rica cultura a les terres de la Badia de Tots Sants., ja que tenien religió pròpia, el candomblé; música pròpia, la chula, el lundu; dances pròpies, practicada a la samba de roda; gastronomia pròpia, que va donar origen a la cuina bahiana, inventant diversos plats amb base en l'oli-de-dendê i llet de coco (tot amb molta farina-de-guerra dels indis tupinambás i tapuias), i postres, desenvolupant el que va venir de Portugal; lluita pròpia, la capoeira, i el maculelê; vestimenta pròpia, amb les ja tradicionals indumentàries africanes a la hisendes portugueses; i una barreja de llengües, barrejant el iorubá amb portuguès.
El segle xix, els visitants van començar a valorar la imatge de Bahia com d'una terra alegre, bonica, rica (a causa de la canya/canya de sucre i de les pedres precioses de les Llaures) i culta, que donava al Brasil grans intel·lectuals i Ministres del Gabinet Imperial.

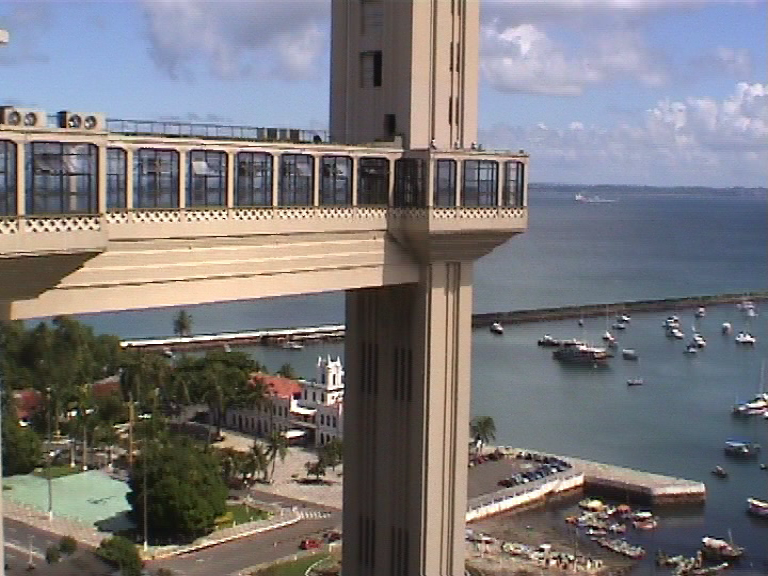
Elevador la Cerda, que uneix la Cidade Alta amb la Baixa

En la dècada de 1870, les bahianes van començar la migrar cap al Sud-est del país en recerca d'ocupació. I, així, aquestes "ties" bahianas van disseminar la cultura de la Bahia pel país, venent acarajés en els seus taulers i gamelas, fent festes on es ballava samba de roda (que, més tard, modificat pels cariocas, esdevindria la popular samba), desfilant amb les seves batis i panos-de la-costa pels carrers de la Capital Federal. Per això, en aquella època, es deia "bahiana" totes les negres boniques, segons afirma Afrânio Peixoto, en el "Llibre d'Hores".
A partir de la dècada dels 20 del segle xx, es posa de moda fer músiques amb alabances a Bahia. I va haver gran polèmica quan el sambista Sinhô, provocant, va cantar que Bahia era "terra que no dona més coco". Bahians i cariocas, tals com Donga, Pixinguinha, Hilário Jovino Ferreira i João de la Baiana, van defensar Bahia.
A partir de la dècada de 30, primer per les novel·les de Jorge Amado i després per les músiques de Dorival Caymmi, va quedar establerta davant Brasil la imatge que es té de la Bahia, arribant fins a l'actualitat.

## Economia
Salvador és la ciutat econòmicament més desenvolupada a l'Estat, a causa de la seva històrica participació comercial i industrial. No obstant això, la seva economia agropecuária és inexpressable a causa de la inexistència de territoris rurals dintre del municipi.
D'acord amb l'IBGE, el PIB de Salvador ve creixent regularment, arribant a aconseguir R$ 22.145.303,00 el 2005, així com el PIB per cápita, que va arribar a$ R 8.283,00 també el 2005. El 2005 a la ciutat li corresponia l'1,03% de les riqueses produïdes al país i era la 9a ciutat més rica del Brasil.
L'economia està dedicada en un 78,94% als serveis, un 20,99% a la indústria i en un escàs 0,06% al sector agropecuari.

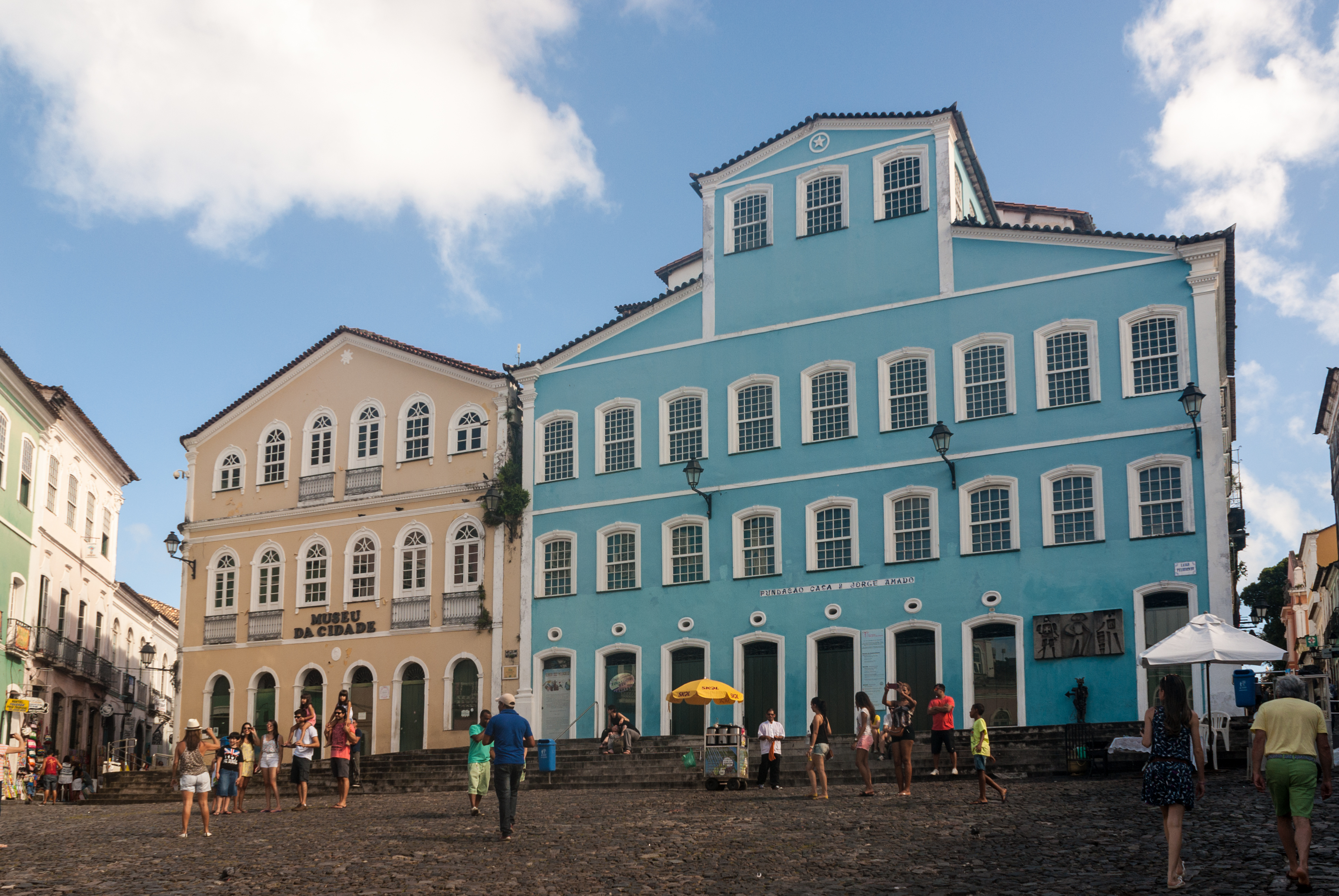
Pelourinho, centre històric de Salvador de Bahia.

### Turisme

#### Platges

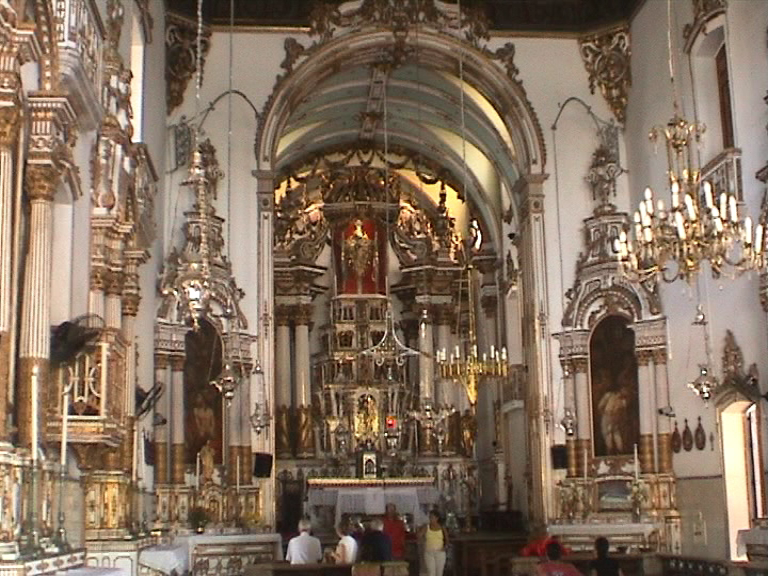
Interior de l'església do Bom fim

Salvador té nombroses platges al llarg de la costa oceànica, i la costa de la Bahia de Todos os Santos. Les principals platges urbanes són Itapuã, Artistas, i Porto da Barra. Les platges de la ciutat atreuen tant als habitants locals com a turistes, principalment a causa de l'agradable temperatura de l'aigua. Algunes platges expliquen amb restaurants típics situats sobre la sorra (quiosquets), on es prepara marisc i diverses begudes. A més, en les platges es poden trobar llocs de "bahianas", on es pot menjar el acarajé, menjar típic de la gastronomia afro-brasilera.

#### Pelourinho
Article principal Pelourinho
El Pelourinho és el barri històric de Salvador i un dels indrets més visitats de Salvador.

#### Forte de Santo Antonio da Barra
Està a l'entrada nord de la Badia de Tots els Sants, pertany a la Marina del Brasil i va ser construït per Francisco Pereira Coutinho el 1536.Destaca per la impressionant vista que té cap al mar, i per les deu torres que rodejan la fortalesa.
És considerada la primera fortalesa del Brasil i ara hi ha en el seu interior el Museu Náutic on s'exhibeixen mapes, equipaments de navegació, maquetes d'antigues naus i caravel·les portugueses i espanyoles.

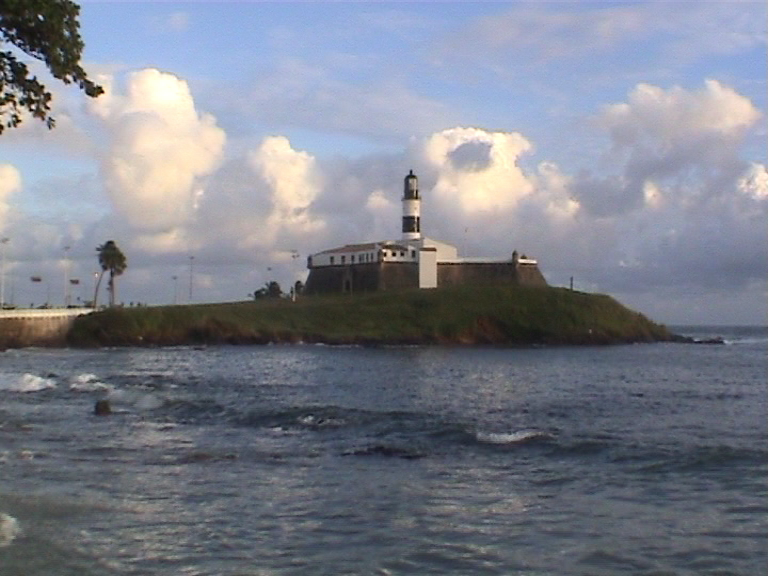
Far de Salvador de Bahia

#### Igreja do Bom fim
Article principal Igreja do bom fim
Igreja do bom fim, és una església catòlica, localitzada a la "Sagrada Colina". Té la particularitat que se li poden demanar desitjos.
El seu estil és colonial portuguès situada sobre un turó. Es començà a construir el 1745.

#### Farol da Barra
És considerat el primer far fet pels europeus al continent americà. Està situat a la punta del padró a Salvador de Bahia.

#### Llocs d'interès a prop de Salvador
- Morro de São Paulo
- Illa de Itaparica

## Personatges
- João Gilberto, pare de la bossa nova (1931)
- Bebeto, futbolista (1964)
- Caetano Veloso, cantant que viu a la ciutat
- Maria Bethânia, cantant internacional
- Gilberto Gil, cantant
- Carlinhos Brown, cantant
- Daniela Mercury cantant i estrella de la música brasilera d'axé
- Ivete Sangalo una de les millors cantants brasileres i estrella de MPB i d'axé
- Mestre Dinho, fundador del Grup Internacional de Capoeira Topazio
- Jorge Amado, un dels més grans escriptors brasilers
- Simone, cantant